# Nati nel 1998/Gennaio
| Questa pagina contiene informazioni ricavate automaticamente dalle voci biografiche con l'ausilio del template Bio e di un bot. L'aggiornamento è periodico e automatico e ricostruisce completamente la pagina. Se manca una persona in questa lista, sei pregato di non aggiungerla, ma accertati piuttosto che la sua voce biografica contenga il template Bio e che i dati anagrafici siano correttamente compilati. Se il template Bio manca, inseriscilo tu stesso o, in alternativa, metti l'avviso {{tmp\|Bio}} che ne segnala la mancanza. Se i dati riportati sono sbagliati, correggi direttamente la voce biografica; le modifiche saranno visibili in questa lista entro pochi giorni. Per chiarimenti vedi il progetto biografie. La lista contiene solo le 530 persone che sono citate nell'enciclopedia e per le quali è stato implementato correttamente il template Bio. Pagina aggiornata al 18 ago 2025. |

- 1º gennaio - Sara Ahmed, sollevatrice egiziana
- 1º gennaio - Axel Auriant, attore e musicista francese
- 1º gennaio - Sunil Bal, calciatore nepalese
- 1º gennaio - Mariam Bolkvadze, tennista georgiana
- 1º gennaio - Cristina Bucșa, tennista moldava
- 1º gennaio - Edwuin Cetré, calciatore colombiano
- 1º gennaio - Mirlind Daku, calciatore kosovaro
- 1º gennaio - Tachlowini Gabriyesos, maratoneta eritreo
- 1º gennaio - Marta García, mezzofondista spagnola
- 1º gennaio - Nicole Good, sciatrice alpina svizzera
- 1º gennaio - Noah Horchler, cestista statunitense
- 1º gennaio - Mustaf Khalib Hussein, calciatore somalo
- 1º gennaio - Giovanni Izzo, nuotatore italiano
- 1º gennaio - Cassandra Korhonen, calciatrice svedese
- 1º gennaio - Milan Kvocera, calciatore slovacco
- 1º gennaio - Kevin Layne, calciatore guyanese
- 1º gennaio - Lee Sang-min, calciatore sudcoreano
- 1º gennaio - Mohammed Rageh, mezzofondista yemenita
- 1º gennaio - Matur Maker, cestista australiano
- 1º gennaio - Ali Mansour, cestista libanese
- 1º gennaio - Enock Mwepu, allenatore di calcio e ex calciatore zambiano
- 1º gennaio - Marija Nemčinova, nuotatrice artistica russa
- 1º gennaio - Frank Onyeka, calciatore nigeriano
- 1º gennaio - Pavel Paŭljučėnka, calciatore bielorusso
- 1º gennaio - Stefano Raimondi, nuotatore italiano
- 1º gennaio - Lara Robinson, attrice australiana
- 1º gennaio - Muhammad Shaban, calciatore ugandese
- 1º gennaio - Nicklas Shipnoski, calciatore tedesco
- 1º gennaio - Hüseyin Türkmen, calciatore turco
- 1º gennaio - Ahmet Uyar, lottatore turco
- 1º gennaio - Ant Wan, rapper svedese
- 1º gennaio - Celil Yüksel, calciatore turco
- 1º gennaio - Martijn van Eijzeren, attore, regista e musicista olandese
- 2 gennaio - Hideyoshi Arakaki, calciatore peruviano
- 2 gennaio - Margherita De Risi, doppiatrice italiana
- 2 gennaio - Chidera Ejuke, calciatore nigeriano
- 2 gennaio - Sheka Fofanah, calciatore sierraleonese
- 2 gennaio - Timothy Fosu-Mensah, calciatore olandese
- 2 gennaio - Manu García, calciatore spagnolo
- 2 gennaio - Damjan Gojkov, calciatore serbo
- 2 gennaio - Ayhancan Güven, pilota automobilistico turco
- 2 gennaio - Abbas Ibrahim, calciatore nigeriano
- 2 gennaio - Chrīstos Kountouriōtīs, calciatore greco
- 2 gennaio - Alija Krnić, calciatore montenegrino
- 2 gennaio - Anna Larkina, nuotatrice artistica russa
- 2 gennaio - Bjørn Magnussen, pattinatore di velocità su ghiaccio norvegese
- 2 gennaio - Junto Nakatani, pugile giapponese
- 2 gennaio - D'wayne Obi, giocatore di football americano britannico
- 2 gennaio - Eric Calvillo, calciatore salvadoregno
- 2 gennaio - Teklemariam Shanko, calciatore etiope
- 2 gennaio - Luca Taranzano, ex sciatore alpino italiano
- 2 gennaio - Basile Yamkam, calciatore camerunese
- 3 gennaio - Fernando Bersano, calciatore argentino
- 3 gennaio - Irak'li Bughridze, calciatore georgiano
- 3 gennaio - Patrick Cutrone, calciatore italiano
- 3 gennaio - Francisco Delorenzi, calciatore argentino
- 3 gennaio - Isaskar Gurirab, calciatore namibiano
- 3 gennaio - Thalles Gabriel Morais dos Reis, calciatore brasiliano
- 3 gennaio - Hugo Moura, calciatore brasiliano
- 3 gennaio - Giannīs Oikonomidīs, calciatore greco
- 3 gennaio - Zou Jingyuan, ginnasta cinese
- 3 gennaio - Anderson dos Santos Gomes, calciatore brasiliano
- 4 gennaio - Krystian Bielik, calciatore polacco
- 4 gennaio - Manon Bresch, attrice francese
- 4 gennaio - Lisandro Cabrera, calciatore argentino
- 4 gennaio - Gian Crocci, calciatore argentino
- 4 gennaio - Wiston Fernández, calciatore uruguaiano
- 4 gennaio - Rodrigo Garro, calciatore argentino
- 4 gennaio - Coco Jones, attrice e cantautrice statunitense
- 4 gennaio - Arnoldas Kulboka, cestista lituano
- 4 gennaio - Mönkhtöriin Lkhagvagerel, lottatore mongolo
- 4 gennaio - Fabian Malleier, slittinista italiano
- 4 gennaio - Jordan Meredith, giocatore di football americano statunitense
- 4 gennaio - Raul Opruț, calciatore rumeno
- 4 gennaio - Nikolaj Rasskazov, calciatore russo
- 4 gennaio - Joe Reed, giocatore di football americano statunitense
- 4 gennaio - Dominik Reiter, calciatore austriaco
- 4 gennaio - Benjamin Robert, mezzofondista francese
- 4 gennaio - Cameron Scott, ciclista su strada e pistard australiano
- 4 gennaio - Richard Sila, calciatore francese
- 4 gennaio - Liza Soberano, attrice filippina
- 4 gennaio - Martin Frese, calciatore danese
- 4 gennaio - Kim Vanreusel, sciatrice alpina belga
- 5 gennaio - Carles Aleñá, calciatore spagnolo
- 5 gennaio - Kervin Arriaga, calciatore honduregno
- 5 gennaio - Pedro Ferreira, calciatore portoghese
- 5 gennaio - Isaac Humphries, cestista australiano
- 5 gennaio - Vjačeslav Jakimov, calciatore russo
- 5 gennaio - Lăčezar Kotev, calciatore bulgaro
- 5 gennaio - Tommy Kuhse, cestista statunitense
- 5 gennaio - Ibrahim Mouchili, calciatore camerunese
- 5 gennaio - Antonio Rizzi, rugbista a 15 italiano
- 5 gennaio - Besard Sabovic, calciatore svedese
- 5 gennaio - M'kaela White, pallavolista statunitense
- 6 gennaio - Ismail Azzaoui, calciatore belga
- 6 gennaio - Axel Bakayoko, calciatore francese
- 6 gennaio - Shamal George, calciatore inglese
- 6 gennaio - Jérémy Guillemenot, calciatore svizzero
- 6 gennaio - Tiffany Ho, giocatrice di badminton australiana
- 6 gennaio - Afonso Jesus, giocatore di calcio a 5 portoghese
- 6 gennaio - Dionys Kippel, ex sciatore alpino svizzero
- 6 gennaio - Lee Seung-woo, calciatore sudcoreano
- 6 gennaio - Modesto Méndez, calciatore cubano
- 6 gennaio - Geworg Najaryan, calciatore kazako
- 6 gennaio - Aimery Pinga, calciatore svizzero
- 6 gennaio - Iñigo Vicente, calciatore spagnolo
- 6 gennaio - Pepê, calciatore brasiliano
- 6 gennaio - Ibi Watson, cestista statunitense
- 6 gennaio - Kay-Lee de Sanders, calciatrice olandese
- 7 gennaio - Elijah Adebayo, calciatore inglese
- 7 gennaio - Jessy Deminguet, calciatore francese
- 7 gennaio - Ben Earl, rugbista a 15 inglese
- 7 gennaio - José Joaquín Esquivel, calciatore messicano
- 7 gennaio - Tay Gowan, giocatore di football americano statunitense
- 7 gennaio - Aitzaz Hasan, pakistano († 2014)
- 7 gennaio - Yangel Herrera, calciatore venezuelano
- 7 gennaio - Tissanna Hickling, lunghista giamaicana
- 7 gennaio - Pablo César López, calciatore messicano
- 7 gennaio - Luke Masterson, giocatore di football americano statunitense
- 7 gennaio - Gonzalo Mottes, calciatore argentino
- 7 gennaio - Isaiah Rodgers, giocatore di football americano statunitense
- 7 gennaio - Roman Spirig, ex calciatore svizzero
- 7 gennaio - Kameron Taylor, attore pornografico statunitense
- 7 gennaio - Marcus Thomsen, pesista norvegese
- 7 gennaio - Faisal Halim, calciatore malaysiano
- 7 gennaio - Iaser Țurcan, calciatore moldavo
- 8 gennaio - Chris Apecechea, allenatore di baseball statunitense
- 8 gennaio - Bekar, rapper francese
- 8 gennaio - Jean Borg, calciatore maltese
- 8 gennaio - Tony Bradley, cestista statunitense
- 8 gennaio - DiJonai Carrington, cestista statunitense
- 8 gennaio - Jeremy Cijntje, calciatore olandese
- 8 gennaio - Jonathon Cooper, giocatore di football americano statunitense
- 8 gennaio - Richárd Jelena, calciatore ungherese
- 8 gennaio - Manuel Locatelli, calciatore italiano
- 8 gennaio - Giulia Melli, pallavolista italiana
- 8 gennaio - Amin Mirzazadeh, lottatore iraniano
- 8 gennaio - Shaka Toney, giocatore di football americano statunitense
- 9 gennaio - Hakim Abdallah, calciatore francese
- 9 gennaio - Rikuto Arai, lottatore giapponese
- 9 gennaio - Lautaro Berra, cestista argentino
- 9 gennaio - Guilherme Bissoli, calciatore brasiliano
- 9 gennaio - Milena Bykova, snowboarder russa
- 9 gennaio - Marco Carraro, calciatore italiano
- 9 gennaio - Kerris Dorsey, attrice e cantante statunitense
- 9 gennaio - Chris Führich, calciatore tedesco
- 9 gennaio - Ramazan Gadžimuradov, calciatore russo
- 9 gennaio - Nahuel Gallardo, calciatore argentino
- 9 gennaio - Reeco Hackett-Fairchild, calciatore santaluciano
- 9 gennaio - John Heymans, mezzofondista belga
- 9 gennaio - Rodney Kongolo, calciatore olandese
- 9 gennaio - Jérémy Livolant, calciatore francese
- 9 gennaio - Calvin Miller, calciatore scozzese
- 9 gennaio - Jaylon Moore, giocatore di football americano statunitense
- 9 gennaio - Juan José Purata, calciatore messicano
- 9 gennaio - Yusuf Habib, calciatore bahreinita
- 9 gennaio - Jason Tesson, ciclista su strada francese
- 9 gennaio - Samuele Zoccarato, ciclista su strada italiano
- 10 gennaio - Brian Calderara, calciatore argentino
- 10 gennaio - Matar Dieye, calciatore senegalese
- 10 gennaio - Nikola Dukić, calciatore serbo
- 10 gennaio - Saturday Erimuya, calciatore nigeriano
- 10 gennaio - Jhojan García, ciclista su strada colombiano
- 10 gennaio - Patrick Johnson, giocatore di football americano statunitense
- 10 gennaio - Maia Lumsden, tennista britannica
- 10 gennaio - Livio Meier, calciatore liechtensteinese
- 10 gennaio - Michael Mmoh, tennista statunitense
- 10 gennaio - Pedro Naressi, calciatore brasiliano
- 10 gennaio - Stefano Oldani, ciclista su strada italiano
- 10 gennaio - S. L. Narayanan, scacchista indiano
- 10 gennaio - Tremont Waters, cestista statunitense
- 10 gennaio - Xu Shilin, tennista cinese
- 11 gennaio - Masresha Bere, mezzofondista e maratoneta etiope
- 11 gennaio - Oleh Bilyk, calciatore ucraino
- 11 gennaio - Elisa De Almeida, calciatrice francese
- 11 gennaio - Reeve Frosler, calciatore sudafricano
- 11 gennaio - Jake Funk, giocatore di football americano statunitense
- 11 gennaio - Louisa Johnson, cantautrice britannica
- 11 gennaio - Ricardo Massanet, pallavolista portoricano
- 11 gennaio - Ronaldo Monteiro, calciatore boliviano
- 11 gennaio - Laura Antonia Roge, attrice tedesca
- 11 gennaio - Feisal Salum, calciatore tanzaniano
- 11 gennaio - Rubin Seigers, calciatore belga
- 11 gennaio - Yasin, rapper svedese
- 11 gennaio - Odessa Young, attrice australiana
- 11 gennaio - África Zamorano, nuotatrice spagnola
- 11 gennaio - Salih Özcan, calciatore turco
- 12 gennaio - Ignacio Abraham, calciatore argentino
- 12 gennaio - Victor Adeboyejo, calciatore nigeriano
- 12 gennaio - Michele Antelli, cestista italiano
- 12 gennaio - Mateusz Bartolewski, calciatore polacco
- 12 gennaio - James Brown, calciatore maltese
- 12 gennaio - Maksim Chramcov, taekwondoka russo
- 12 gennaio - Christoph Daferner, calciatore tedesco
- 12 gennaio - Juan Foyth, calciatore argentino
- 12 gennaio - Nathan Gamble, attore statunitense
- 12 gennaio - Justin Layne, giocatore di football americano statunitense
- 12 gennaio - Daniil Lesovoj, calciatore russo
- 12 gennaio - Anhelina Lysak, lottatrice ucraina
- 12 gennaio - Gambi, rapper francese
- 12 gennaio - João Moutinho, calciatore portoghese
- 12 gennaio - Dejan Petrovič, calciatore sloveno
- 12 gennaio - Julie Piga, calciatrice italiana
- 12 gennaio - Adrian Šemper, calciatore croato
- 12 gennaio - Brent Van Moer, ciclista su strada belga
- 12 gennaio - Rafik Zekhnini, calciatore norvegese
- 13 gennaio - Marko Burzanović, calciatore montenegrino
- 13 gennaio - Julián Chicco, calciatore argentino
- 13 gennaio - Yoeli Childs, cestista statunitense
- 13 gennaio - Maxim Cojocaru, calciatore moldavo
- 13 gennaio - Gabrielle Daleman, pattinatrice artistica su ghiaccio canadese
- 13 gennaio - Joel Felix, calciatore santaluciano
- 13 gennaio - Roque Fernandes Dos Ramos, canoista saotomense
- 13 gennaio - José Galindo, calciatore messicano
- 13 gennaio - Ilionis Guillaume, triplista francese
- 13 gennaio - Abdou Harroui, calciatore marocchino
- 13 gennaio - Omran Haydary, calciatore olandese
- 13 gennaio - Liane Lippert, ciclista su strada tedesca
- 13 gennaio - Ashton Locklear, ex ginnasta statunitense
- 13 gennaio - Chris Nilsen, astista statunitense
- 13 gennaio - Mārtiņš Pluto, ciclista su strada lettone
- 13 gennaio - Rogério Oliveira da Silva, calciatore brasiliano
- 13 gennaio - Elad Shahaf, calciatore israeliano
- 13 gennaio - Isabela Souza, cantante, attrice e modella brasiliana
- 13 gennaio - Breein Tyree, cestista statunitense
- 14 gennaio - Benjamin Azamati, velocista ghanese
- 14 gennaio - Ciaron Brown, calciatore nordirlandese
- 14 gennaio - Tyson Carter, cestista statunitense
- 14 gennaio - George Cox, calciatore inglese
- 14 gennaio - Nicolás Digiano, calciatore argentino
- 14 gennaio - Lester Nowhere, produttore discografico e arrangiatore italiano
- 14 gennaio - Roman Fuchs, nuotatore francese
- 14 gennaio - Enzo Gaggi, calciatore argentino
- 14 gennaio - Pauline Grabosch, pistard tedesca
- 14 gennaio - Maddison Inglis, tennista australiana
- 14 gennaio - Mads Emil Madsen, calciatore danese
- 14 gennaio - Sylvain Moniquet, ciclista su strada belga
- 14 gennaio - Niilo Mäenpää, calciatore finlandese
- 14 gennaio - Nick Romeo Reimann, attore e doppiatore tedesco
- 14 gennaio - Matías Roskopf, calciatore argentino
- 14 gennaio - Filip Stanić, cestista tedesco
- 14 gennaio - Crystal Weekes, taekwondoka portoricana
- 15 gennaio - Tai Baribo, calciatore israeliano
- 15 gennaio - Sofia Bonistalli, ex ginnasta italiana
- 15 gennaio - Deonte Brown, giocatore di football americano canadese
- 15 gennaio - Niklas Dorsch, calciatore tedesco
- 15 gennaio - Robert Ergas, calciatore uruguaiano
- 15 gennaio - Feng Shuo, tennista cinese
- 15 gennaio - Oliver Filip, calciatore austriaco
- 15 gennaio - Ben Godfrey, calciatore inglese-giamaicano
- 15 gennaio - Grant Golden, cestista statunitense
- 15 gennaio - Quentin Goulmy, ex cestista francese
- 15 gennaio - Chloe Kelly, calciatrice inglese
- 15 gennaio - Tim Lambrecht, cestista belga
- 15 gennaio - Patricio Monti, calciatore argentino
- 15 gennaio - Stephen Odey, calciatore nigeriano
- 15 gennaio - Alice Pamio, pallavolista italiana
- 15 gennaio - Andrés Sarmiento, calciatore colombiano
- 15 gennaio - Nemanja Stojić, calciatore serbo
- 15 gennaio - Anirudh Thapa, calciatore indiano
- 15 gennaio - Darixon Vuelto, calciatore honduregno
- 15 gennaio - Martin Šulek, calciatore slovacco
- 16 gennaio - James Banks, cestista statunitense
- 16 gennaio - Kristopher Da Graca, calciatore svedese
- 16 gennaio - Youba Dramé, calciatore francese
- 16 gennaio - Daniel Grimshaw, calciatore inglese
- 16 gennaio - Jérémie Lagier, sciatore alpino francese
- 16 gennaio - Santiago Mederos, calciatore uruguaiano
- 16 gennaio - Masuk Mia Jony, calciatore bangladese
- 16 gennaio - Hamza Mouali, calciatore algerino
- 16 gennaio - Luis Enrique Nsue, calciatore equatoguineano
- 16 gennaio - Oleg Reabciuk, calciatore moldavo
- 16 gennaio - Emmanuel Sowah Adjei, calciatore ghanese
- 16 gennaio - Bence Szabó, calciatore ungherese
- 16 gennaio - Régis Tosatti Giacomin, calciatore brasiliano
- 16 gennaio - Curran Walters, attore e modello statunitense
- 16 gennaio - Odsonne Édouard, calciatore francese
- 17 gennaio - Emil Abaz, calciatore macedone
- 17 gennaio - Cemil Can Ali Marandi, scacchista turco
- 17 gennaio - Bradlee Anae, giocatore di football americano statunitense
- 17 gennaio - Ronaldo Ariza, calciatore colombiano
- 17 gennaio - Alan Cervantes, calciatore messicano
- 17 gennaio - Natalia Kaczmarek, velocista polacca
- 17 gennaio - Remi Lindholm, fondista finlandese
- 17 gennaio - Lovro Majer, calciatore croato
- 17 gennaio - Iván Jared Moreno, calciatore messicano
- 17 gennaio - Amos Pieper, calciatore tedesco
- 17 gennaio - Jeff Reine-Adélaïde, calciatore francese
- 17 gennaio - Luiz Henrique dos Santos Júnior, calciatore brasiliano
- 17 gennaio - Tadas Sedekerskis, cestista lituano
- 17 gennaio - Ananta Tamang, calciatore nepalese
- 17 gennaio - Denis Tomic, calciatore austriaco
- 17 gennaio - Kristina Tonteri-Young, attrice e ex ballerina finlandese
- 17 gennaio - Anthony Zambrano, velocista colombiano
- 18 gennaio - Aitana Bonmatí, calciatrice spagnola
- 18 gennaio - Andrei Ciobanu, calciatore rumeno
- 18 gennaio - Vashti Cunningham, altista statunitense
- 18 gennaio - Kathryn Greenslade, nuotatrice britannica
- 18 gennaio - Nicolás Hernández Rodríguez, calciatore colombiano
- 18 gennaio - Lisandro Martínez, calciatore argentino
- 18 gennaio - Éder Militão, calciatore brasiliano
- 18 gennaio - Byron Murphy, giocatore di football americano statunitense
- 18 gennaio - Shin Ye-eun, attrice sudcoreana
- 18 gennaio - Milena Todorova, biatleta bulgara
- 19 gennaio - Marino Arzamendia, calciatore paraguaiano
- 19 gennaio - Bilal Bari, calciatore francese
- 19 gennaio - Semyel Bissig, sciatore alpino svizzero
- 19 gennaio - Darryl Bäly, calciatore olandese
- 19 gennaio - Liam Eichenberg, giocatore di football americano statunitense
- 19 gennaio - Renan Guedes, calciatore brasiliano
- 19 gennaio - Gastón Hernández, calciatore argentino
- 19 gennaio - Danylo Kondrakov, calciatore ucraino
- 19 gennaio - Orji Okwonkwo, calciatore nigeriano
- 19 gennaio - Muhammad Osamanmusa, giocatore di calcio a 5 thailandese
- 19 gennaio - Troy Pride, giocatore di football americano statunitense
- 19 gennaio - Josefine Rybrink, calciatrice svedese
- 19 gennaio - Lars Rösti, sciatore alpino svizzero
- 19 gennaio - Nattapat Sakullerphasuk, attore televisivo thailandese
- 19 gennaio - Alexander Schmidt, calciatore austriaco
- 19 gennaio - Santiago Germán Solari, calciatore argentino
- 19 gennaio - Sebastian Stalder, biatleta svizzero
- 19 gennaio - Bogdan Stamenković, calciatore serbo
- 19 gennaio - Lisa Teige, attrice norvegese
- 20 gennaio - Kévin Appin, calciatore francese
- 20 gennaio - Maicol Ferreira, calciatore uruguaiano
- 20 gennaio - Betesfa Getahun, maratoneta e mezzofondista etiope
- 20 gennaio - Senad Jarović, calciatore tedesco
- 20 gennaio - Nathan Kerr, calciatore nordirlandese
- 20 gennaio - Ko Kieft, giocatore di football americano statunitense
- 20 gennaio - Anthony Lamb, cestista statunitense
- 20 gennaio - Horațiu Moldovan, calciatore rumeno
- 20 gennaio - Lucas Peyresblanques, rugbista a 15 francese
- 20 gennaio - Ezequiel Peña, ex calciatore uruguaiano
- 20 gennaio - Clever Quintana, ex calciatore uruguaiano
- 20 gennaio - Attila Szalai, calciatore ungherese
- 20 gennaio - Frances Tiafoe, tennista statunitense
- 21 gennaio - Chloe Adams, cantante inglese
- 21 gennaio - Darryn Binder, pilota motociclistico sudafricano
- 21 gennaio - Pervis Estupiñán, calciatore ecuadoriano
- 21 gennaio - Robin Fellhauer, calciatore tedesco
- 21 gennaio - Salvador Ferrer, calciatore spagnolo
- 21 gennaio - Mamadou Fofana, calciatore maliano
- 21 gennaio - Blake Gillikin, giocatore di football americano statunitense
- 21 gennaio - Filip Havelka, calciatore ceco
- 21 gennaio - Ivan Kaljužnyj, calciatore ucraino
- 21 gennaio - Fatih Kuruçuk, calciatore turco
- 21 gennaio - Miroslav Maričić, calciatore serbo
- 21 gennaio - Cristian Martín, calciatore uruguaiano
- 21 gennaio - David Martínez, calciatore argentino
- 21 gennaio - Josh Metellus, giocatore di football americano statunitense
- 21 gennaio - Olisa Ndah, calciatore nigeriano
- 21 gennaio - Maksim Nedasekaŭ, altista bielorusso
- 21 gennaio - Ragnar Oratmangoen, calciatore indonesiano
- 21 gennaio - Lorenzo Penna, cestista italiano
- 21 gennaio - Joshua Pérez, calciatore salvadoregno
- 21 gennaio - Mikdat Sevler, ostacolista turco
- 21 gennaio - Borna Sosa, calciatore croato
- 21 gennaio - Luca Valussi, cestista argentino
- 21 gennaio - Fran Álvarez, calciatore spagnolo
- 22 gennaio - Joel Abu Hanna, calciatore tedesco
- 22 gennaio - Justin Bijlow, calciatore olandese
- 22 gennaio - Rodrigo Bogarín, calciatore paraguaiano
- 22 gennaio - Liam Caruana, ex tennista italiano
- 22 gennaio - Walid Cheddira, calciatore italiano
- 22 gennaio - Matt Coleman, cestista statunitense
- 22 gennaio - Andrés Geraghty, giocatore di calcio a 5 argentino
- 22 gennaio - Jiang Huihua, sollevatrice cinese
- 22 gennaio - Tony Koskinen, giocatore di football americano finlandese
- 22 gennaio - Frederik Madsen, pistard e ciclista su strada danese
- 22 gennaio - Sofia Malkogeorgou, nuotatrice artistica greca
- 22 gennaio - Jorge Morel, calciatore paraguaiano
- 22 gennaio - Marius Mouandilmadji, calciatore ciadiano
- 22 gennaio - Pedro Pereira, calciatore portoghese
- 22 gennaio - Cameron Pring, calciatore inglese
- 22 gennaio - Alice Tortelli, calciatrice italiana
- 22 gennaio - Youssouf Traoré, calciatore maliano
- 23 gennaio - Jordi Aláez, calciatore andorrano
- 23 gennaio - Emanuel Beltrán, calciatore uruguaiano
- 23 gennaio - Lucas Brochero, calciatore argentino
- 23 gennaio - Nils Eekhoff, ciclista su strada olandese
- 23 gennaio - Martin Gamboš, calciatore slovacco
- 23 gennaio - DeJon Jarreau, cestista statunitense
- 23 gennaio - Lisa Morzenti, ex ciclista su strada italiana
- 23 gennaio - Wos, cantante e rapper argentino
- 23 gennaio - Christian Parlati, judoka italiano
- 23 gennaio - Belajdi Pusi, calciatore albanese
- 23 gennaio - Julija Timošinina, tuffatrice russa
- 23 gennaio - Brayan Torres, calciatore colombiano
- 23 gennaio - XXXTentacion, rapper e cantautore statunitense († 2018)
- 23 gennaio - Jevhen Čeberko, calciatore ucraino
- 24 gennaio - Sejde Abrahamsson, calciatrice svedese
- 24 gennaio - Ahmed Yasser Rayan, calciatore egiziano
- 24 gennaio - Aleksandar Aranitović, cestista serbo
- 24 gennaio - Mehdi Benabid, calciatore marocchino
- 24 gennaio - Kacy Butterfield, calciatore bermudiano
- 24 gennaio - Jerónimo Cacciabue, calciatore argentino
- 24 gennaio - Fali Candé, calciatore guineense
- 24 gennaio - Martin Erlić, calciatore croato
- 24 gennaio - Martin Jedlička, calciatore ceco
- 24 gennaio - Davit K'obouri, calciatore georgiano
- 24 gennaio - Rónan Kelleher, rugbista a 15 irlandese
- 24 gennaio - Massimiliano Mangraviti, calciatore italiano
- 24 gennaio - Naji Marshall, cestista statunitense
- 24 gennaio - Brie O'Reilly, pallavolista canadese
- 24 gennaio - Michael Provost, attore statunitense
- 24 gennaio - Yamila Rodríguez, calciatrice argentina
- 24 gennaio - Dorny Romero, calciatore dominicano
- 24 gennaio - Jonas Rutsch, ciclista su strada tedesco
- 24 gennaio - Mugurel Semciuc, canottiere rumeno
- 24 gennaio - Kwasi Sibo, calciatore ghanese
- 24 gennaio - Xu Si, giocatore di snooker cinese
- 24 gennaio - Danila Zazzera, calciatrice italiana
- 24 gennaio - Zhou Yuelong, giocatore di snooker cinese
- 24 gennaio - Dionathã, calciatore brasiliano
- 24 gennaio - Diogo Mendes, calciatore portoghese
- 25 gennaio - Cho Gue-sung, calciatore sudcoreano
- 25 gennaio - Timothé Cognat, calciatore francese
- 25 gennaio - Tristan Evelyn, velocista barbadiana
- 25 gennaio - Aldair Fuentes, calciatore peruviano
- 25 gennaio - Michael Jordan, giocatore di football americano statunitense
- 25 gennaio - Berkan Kutlu, calciatore svizzero
- 25 gennaio - Jamal Lewis, calciatore nordirlandese
- 25 gennaio - Lucas Lingman, calciatore finlandese
- 25 gennaio - Álex Martín, calciatore spagnolo
- 25 gennaio - María Fernanda Orozco, pesista messicana
- 25 gennaio - Otto John, calciatore nigeriano
- 25 gennaio - Fabián Píriz, calciatore uruguaiano
- 26 gennaio - William Blumberg, ex tennista statunitense
- 26 gennaio - Darío Cáceres, calciatore paraguaiano
- 26 gennaio - Danilo Fischetti, rugbista a 15 italiano
- 26 gennaio - Lamine Fomba, calciatore francese
- 26 gennaio - Bimal Gharti Magar, calciatore nepalese
- 26 gennaio - Kyle Kothari, tuffatore britannico
- 26 gennaio - Moon Bin, cantante, ballerino e attore sudcoreano († 2023)
- 26 gennaio - Víctor Moreno, cestista spagnolo
- 26 gennaio - Pipa, calciatore spagnolo
- 26 gennaio - Alfred Scriven, calciatore keniota
- 26 gennaio - Amadeus Sögaard, calciatore svedese
- 26 gennaio - Stefano Sottile, altista italiano
- 26 gennaio - Easah Suliman, calciatore inglese
- 26 gennaio - Jan Zabystřan, sciatore alpino ceco
- 26 gennaio - Svajūnas Čyžas, calciatore lituano
- 27 gennaio - Axel Óskar Andrésson, calciatore islandese
- 27 gennaio - Devin Druid, attore statunitense
- 27 gennaio - Fabiano Ferreira, nuotatore artistico brasiliano
- 27 gennaio - Ido Flaisher, cestista israeliano
- 27 gennaio - Miguel Heidemann, ciclista su strada tedesco
- 27 gennaio - Albina Kelmendi, cantante kosovara
- 27 gennaio - Aleksandr Lomovickij, calciatore russo
- 27 gennaio - Magomedkhan Magomedov, lottatore russo
- 27 gennaio - Zarinae Sapong, velocista
- 27 gennaio - Tymur Stec'kov, calciatore ucraino
- 27 gennaio - Rinor Topallaj, giocatore di calcio a 5 e calciatore norvegese
- 27 gennaio - Mamadou Touré, giocatore di calcio a 5 francese
- 27 gennaio - Henry Vaca, calciatore boliviano
- 27 gennaio - Elise Vanderelst, mezzofondista belga
- 28 gennaio - Javier Acevedo, nuotatore canadese
- 28 gennaio - Patricio Boolsen, calciatore argentino
- 28 gennaio - Mert Ramazan Demir, attore turco
- 28 gennaio - Eliton Júnior, calciatore brasiliano
- 28 gennaio - Adrià Guerrero, calciatore spagnolo
- 28 gennaio - HRVY, cantante e conduttore televisivo britannico
- 28 gennaio - Colin Heiderscheid, ciclista su strada e ciclocrossista lussemburghese
- 28 gennaio - Thomas Isherwood, calciatore svedese
- 28 gennaio - Samson Iyede, calciatore nigeriano
- 28 gennaio - Aksel Kankaanranta, cantante finlandese
- 28 gennaio - Sara Labidi, doppiatrice italiana
- 28 gennaio - Matt Manning, giocatore di baseball statunitense
- 28 gennaio - Jan Martínez, pallavolista argentino
- 28 gennaio - Fleur Nagengast, ex ciclocrossista e ex ciclista su strada olandese
- 28 gennaio - Jeremy Petris, calciatore francese
- 28 gennaio - Payton Pritchard, cestista statunitense
- 28 gennaio - Iván Salazar, calciatore uruguaiano
- 28 gennaio - Avi Schafer, cestista giapponese
- 28 gennaio - Alejandro Sotillos, calciatore spagnolo
- 28 gennaio - Mateusz Spychała, calciatore polacco
- 28 gennaio - Milić Starovlah, cestista montenegrino
- 28 gennaio - Jack Stoll, giocatore di football americano statunitense
- 28 gennaio - Tony Tate, giocatore di football americano statunitense
- 28 gennaio - Regine Tugade, velocista
- 28 gennaio - Ariel Winter, attrice statunitense
- 28 gennaio - Dani de Wit, calciatore olandese
- 28 gennaio - Jorge Álvarez, calciatore honduregno
- 29 gennaio - Tommaso Baldasso, cestista italiano
- 29 gennaio - Bradley Danger, calciatore francese
- 29 gennaio - Joris Kenon, calciatore francese
- 29 gennaio - David Laid, blogger, youtuber e culturista estone
- 29 gennaio - Sofia Lodi, ex ginnasta italiana
- 29 gennaio - Michail Lysov, ex calciatore russo
- 29 gennaio - Jorge Martín, pilota motociclistico spagnolo
- 29 gennaio - JaQuori McLaughlin, cestista statunitense
- 29 gennaio - Ade Murkey, cestista statunitense
- 29 gennaio - Tony Njiké, calciatore francese
- 29 gennaio - Maksim Plotnikaŭ, calciatore bielorusso
- 29 gennaio - Milos Spasic, calciatore austriaco
- 29 gennaio - Bart Stevens, tennista olandese
- 29 gennaio - Carlos Moreno, calciatore messicano
- 29 gennaio - Ryan Zézé, velocista francese
- 30 gennaio - Jesús Alberto Angulo, calciatore messicano
- 30 gennaio - Marcus Vinicius D'Almeida, arciere brasiliano
- 30 gennaio - Samuele Damiani, calciatore italiano
- 30 gennaio - Stephan Drăghici, calciatore rumeno
- 30 gennaio - Samuel Essende, calciatore congolese (Repubblica Democratica del Congo)
- 30 gennaio - Daniel García García, cestista spagnolo
- 30 gennaio - Grīgorīs Kastanos, calciatore cipriota
- 30 gennaio - Sam Kersten, calciatore olandese
- 30 gennaio - Luka Maisuradze, judoka georgiano
- 30 gennaio - Thendo Mukumela, calciatore sudafricano
- 30 gennaio - Ramazan Orazov, calciatore kazako
- 30 gennaio - Jakub Otruba, ciclista su strada ceco
- 30 gennaio - La'Mical Perine, giocatore di football americano statunitense
- 30 gennaio - Rosa Chemical, rapper e cantautore italiano
- 30 gennaio - Paulina Rümmelein, attrice e doppiatrice tedesca
- 30 gennaio - Anton Terechov, calciatore russo
- 30 gennaio - Lucas Silva, calciatore brasiliano
- 31 gennaio - Takahiro Akimoto, calciatore giapponese
- 31 gennaio - Aritz Arambarri, calciatore spagnolo
- 31 gennaio - Felix Beijmo, calciatore svedese
- 31 gennaio - Beto Betuncal, calciatore portoghese
- 31 gennaio - Matheus Bianqui, calciatore brasiliano
- 31 gennaio - Josh Goldin, ex giocatore di football americano statunitense
- 31 gennaio - Amadou Haidara, calciatore maliano
- 31 gennaio - Usheoritse Itsekiri, velocista nigeriano
- 31 gennaio - Akira Komata, schermidore giapponese
- 31 gennaio - Isi Manellari, calciatore albanese
- 31 gennaio - Jalen McDaniels, cestista statunitense
- 31 gennaio - Bradie Tennell, pattinatrice artistica su ghiaccio statunitense
- 31 gennaio - Payton Willis, cestista statunitense
- 31 gennaio - Chris Willock, calciatore inglese
- 31 gennaio - Maruša Štangar, judoka slovena